# RN 116

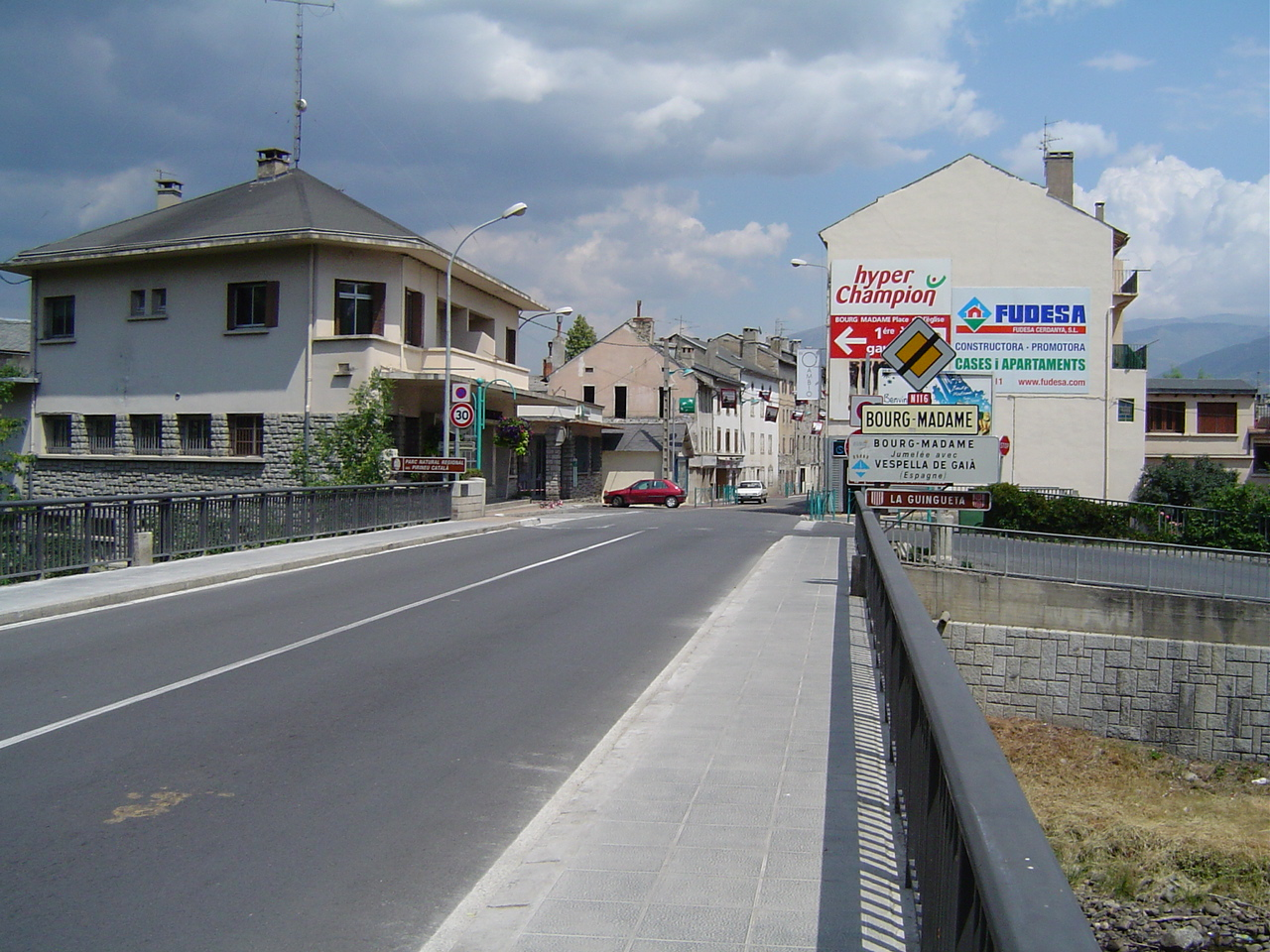
Un dels extrems de l'N116, al pont del pas fronterer sobre el riu Querol a la Guingueta d'Ix

La RN 116 o N116 amb les sigles RN 116 volen dir Route Nationale 116 i s'usen perquè, dins de la xarxa viària francesa, la carretera que uneix Puigcerdà amb Perpinyà té la categoria de carretera nacional.
Aquesta carretera, que té una longitud d'un poc més de cent quilòmetres, segueix el curs de la Tet des le la plana litoral del Rosselló fins als altiplans de la Cerdanya; a la Guingueta d'Ix, enllaça amb la N 20 (ruta europea E09), que arriba a París passant pel túnel de Pimorent (o el port de Pimorent) i anant cap a Foix i Tolosa. A Puigcerdà, hom pot enllaçar amb la N-152 i la N-260 cap a La Seu d'Urgell i cap a Andorra o bé amb el Túnel del Cadí i l'Eix del Llobregat (C-16) cap a Berga i Barcelona.

## Recorregut
Des de Perpinyà fins a Puigcerdà, la RN 116 passa per les localitats següents:
- Perpinyà
- El Soler
- Sant Feliu d'Avall
- Sant Feliu d'Amunt
- Millars
- Nefiac
- Illa
- Vinçà
- Marqueixanes
- Prada
- Rià i Cirac
- Vilafranca de Conflent
- Serdinyà
- Joncet
- Oleta
- Toès
- Fontpedrosa
- Fetges
- Montlluís
- Sallagosa
- Santa Llocaia
- Ix
- La Guingueta d'Ix

## Millores
Durant la dècada de 1990, el tram entre Perpinyà i Illa va ser ampliat per tenir dos carrils en cada sentit de la marxa; ara bé, a partir d'Illa, la carretera torna a tenir només tres carrils; un cop passada Vilafranca de Conflent, la carretera esdevé més sinuosa, passant pel mig dels pobles, com és el cas de Joncet.